# 白俄罗斯伊斯兰教
白俄罗斯伊斯兰教，是指立陶宛鞑靼人信仰的宗教与穆斯林移民的宗教。

## 历史
白俄罗斯的伊斯兰教是十四至十六世纪时，跟從脱脱迷失的鞑靼人带来的。他们在白俄罗斯定居，有100000人为波兰立陶宛联邦做軍。他们是逊尼派，与波兰人、俄罗斯人、立陶宛人結婚，但他们拒绝同化，他们说立陶宛语，書寫用白俄羅斯阿拉伯字母。现在立陶宛穆斯林社群23个中19个生活在白俄罗斯西方。他们头人是伊斯梅尔·阿历克山德洛维奇。2002年有27个社羣。

## 清真寺
第一座白俄罗斯清真寺出现在14-15世纪，1994年明斯克区一帶也有清真寺。1997年在Novogrudok区建立了一清真寺，19世纪前多数清真寺是木屋。